# Я — Грета
«Я — Грета» — документальный фильм 2020 года совместного производства Швеции, Германии, Великобритании и США, рассказывающий об экологической активистке Грете Тунберг. Режиссёр Натан Гроссман снимал свою героиню в течение года — начиная с её первого пикета перед зданием шведского парламента и заканчивая её выступлением в Нью-Йорке на климатическом саммите. Фильм рассказывает также о родителях Греты, о её путешествии на яхте через Атлантический океан.

## Создание и оценки
О начале работы над фильмом стало известно в декабре 2019 года. Картина создавалась для сервиса Hulu. Премьера состоялась 3 сентября 2020 года на 77-м Венецианском кинофестивале, где фильм получил премию критиков документальных лент. 11 сентября того же года картину показали на кинофестивале в Торонто, 3 октября — в Гамбурге. 16 октября начался театральный релиз в Германии и Великобритании, 13 ноября — в США.
На сайте-агрегаторе отзывов Rotten Tomatoes фильм получил рейтинг 79 % на основе 82 рецензий со средней оценкой 7 из 10. Согласно единодушному мнению рецензентов с этого ресурса, «зрители, возможно, не узнают ничего нового из „Я — Грета“, но захватывающая хроника усилий молодой активистки вдохновляет». На сайте Metacritic картина получила среднюю оценку 69 из 100, что указывает на «в целом положительные отзывы».